# Penshurst Place
Penshurst Place er et landsted nær Tonbridge, Kent, 51 km sydøst for London, England.
Det er hovedsæde for Sidney-familien, og den berømte britiske digter, soldat og hovmester Sir Philip Sidney blev født her i 1554.
Den oprindelige middelalderbygning er en af de bedst bevarede eksempler på sekulær arkitektur fra 1300 i England. En del af huset og parken er åben for offentligheden.
Penshurst Place er blevet brugt i en række film og tv-serier inklusive filmen Anne of the Thousand Days (1969) BBC-serien Elizabeth R (1971), tv-serien Covington Cross (1992) The Other Boleyn Girl (2008) The Princess Bride
BBC-serien Merlin (2008-2012), BBC-serien The Hollow Crown og miniserien Wolf Hall (2015).